# 小鲍勃·邓华德
小鲍勃·邓华德（英語：Bob Donewald, Jr.，1970年1月26日—），或称小邓华德、邓华德，美国职业篮球教练，美国著名大学篮球教练鲍勃·邓华德的儿子，曾任中国国家男篮主教练，在2012年伦敦奥运会结束之后卸任。

## 早年执教生涯
1989-1993年，邓华德开始了他的教练生涯，成为西密歇根大学的实习助理教练。1993-1994赛季，担任NBA新泽西网队球探和经理助理。1994-1996年，他成为摩海德州立大学助理教练。此后，邓华德在英国篮球联赛中担任了五年的主教练与球队经理，带领他的球队三次杀入总冠军决赛。1996-1998的两个赛季邓华德执教于莱切斯特骑士队（Leicester Riders），带领球队杀入国家杯决赛。1998-1999赛季，他带领德比郡风暴队（Derby Storm）打入BBL杯决赛。1999-2000赛季，邓华德开始执教大伦敦猎豹队（Greater London Leopards），2000-2001赛季带领球队取得了赛季24胜10负的成绩，晋级国家杯决赛。2001-2004年，邓华德回到美国，担任过夏洛特黄蜂队和克利夫兰骑士队的助理教练，负责训练新的防守体系。2004-05赛季，邓华德执教ABA联盟芝加哥士兵队（Chicago Soldiers）。2005-2007年，他执教巴西篮球联赛圣卡洛斯队（São Carlos）协助马库斯·文尼休斯参加2006年NBA选秀。2007-2008赛季，回到美国NCAA的邓华德成为阿拉巴马大学伯明翰分校的助理教练。2008-2009赛季，执教乌克兰联赛的第聂伯罗迪尼普队（BC DNIPRO）创下队史单赛季获胜最多场次的纪录。

## 执教中国篮球
2009-2010赛季，邓华德来到中国CBA联赛执教，率领上海大鲨鱼队相隔七个赛季后再次打入季后赛半决赛。正是由于邓华德在CBA联赛中展现出出众的执教能力，中国篮协于2010年4月30日宣布,由他接替郭士强出任中国男篮主帅一职。邓华德成为第三位执教中国国家队的外籍主教练。2010年11月，在他执教的首个国际比赛中，成功带领球队成功卫冕了亚运会男篮金牌。2011年9月，成功带领球队成功获得2011年亚洲男篮锦标赛金牌。2011年6月29日，宣布与上海大鲨鱼队解约，7月接任新疆飞虎队教鞭，2011年12月19日新疆俱乐部更换主教练，邓华德不再担任主教练这一职务，由前任主教练蒋兴权接任，2012年1月6日新疆广汇俱乐部正式宣布与俱乐部前任主教练邓华德终止合同并依法提出诉讼。
在2012年奥运会比赛中，中国队在小组赛中先后输给西班牙、俄罗斯、澳大利亚、巴西、英国，小组赛未能出线。
2016年6月，CBA的吉林东北虎俱乐部宣布与邓华德签约，他将执教吉林队。